# René Aubert de Vertot
René Aubert de Vertot, dit l'« abbé Vertot », né le 25 novembre 1655 au château de Bennetot et mort le 15 juin 1735 à Paris, est un historien français.

## Biographie

### Origines et jeunesse
Il était le second fils de François Aubert de Bennetot, un gentilhomme assez pauvre, mais allié à toutes les grandes maisons de Normandie. Sa mère était dame Louise Delangres de Mannevillette. Son frère aîné, qui mourut jeune et sans laisser d'enfants, était chambellan de Monsieur, frère de Louis XIV. René de Vertot embrassa l'état ecclésiastique, non par arrangement de famille, mais par vocation véritable. Il avait fait ses études au collège des jésuites, à Rouen, puis au séminaire diocésain.

### Parcours religieux
Une piété ardente, comme les passions de cet âge, le détermina à entrer au séminaire, du consentement de ses parents. Il y était depuis deux ans, lorsque tout à coup il disparut. Sa famille, ses amis le cherchèrent avec de vives inquiétudes. Au bout de six mois, on découvrit qu'il s'était enfermé au couvent des capucins à Argentan. On fit de vains efforts pour le détourner de son dessein : il fit profession et prit le nom de frère Zacharie. En se livrant à son zèle pieux, il ne risquait pas moins que sa vie. Il avait eu, quelques années auparavant, un abcès à la jambe : l'os avait été en partie carié. Une opération cruelle avait été nécessaire, un régime exact et des précautions lui avaient été prescrits. La règle sévère de l'ordre de Saint-François, les jambes nues, le frottement de la robe de bure, eurent bientôt envenimé de nouveau son mal. Il consentit à aller recevoir les soins de sa famille. À force d'en prendre, on le guérit. Ses parents renouvelèrent alors toutes leurs instances pour qu'il sortît de l'ordre des Capucins. Des rapports de médecins, des consultations de Sorbonne, réussirent enfin à calmer les scrupules du jeune religieux. On obtint son consentement, et, ce qui fut plus facile, un bref du pape, pour l'autoriser à passer sous une règle moins austère.

### Les Prémontrés
Il entre, à l’âge de vingt-deux ans, à l'abbaye des Prémontrés à Valsery. L’abbé Colbert, général des prémontrés, à cette époque, ayant entendu parler de l'esprit et des talents du jeune abbé, l'appela près de lui, le nomma son secrétaire et peu après lui conféra le prieuré de Joyenval.
Une règle de droit canon interdisait à tout religieux qui avait obtenu la permission de passer d'un ordre dans un autre la faculté d'y posséder aucune charge ni bénéfice. Les faveurs que le général venait d'accorder à son protégé excitèrent de grands murmures parmi les prémontrés. Vainement un bref du pape avait spécialement autorisé cette nomination, Le conseil provincial se pourvut juridiquement contre le bref et, sans des lettres du roi, il eût été déclaré nul et non avenu. Soit par un scrupule que ne pouvaient dissiper des actes d'autorité, soit par amour du repos, qu'il n'aurait pas trouvé dans une abbaye où les moines l'auraient regardé comme un supérieur imposé par force, l'abbé de Vertot se démit sans délai de son prieuré et demanda une simple cure dépendante de l'ordre, celle de Croissy-sur-Seine. Là enfin il trouva le repos et le loisir. Sans négliger en rien les devoirs d'un pasteur de campagne, il se livra avec goût à l'étude des lettres.

### La conjuration du Portugal
Il était encore peu connu, mais il avait pour amis ses compatriotes Fontenelle et l'abbé de Saint-Pierre. Leurs entretiens et leur suffrage l'encourageaient et on assure que ce fut d'eux qu'il reçut le conseil d'écrire l'histoire. En 1689, il fit imprimer son premier ouvrage : Histoire de la conjuration de Portugal. Ce livre eut tout aussitôt un grand succès. « Nous avons lu, avec mon fils, la Conjuration de Portugal, qui est fort belle » écrivait madame de Sévigné peu après la publication. Le père Bouhours, le plus fameux critique du temps, assurait qu'il ne connaissait pas en français un plus beau style. « C'est une plume taillée pour écrire la vie de Turenne » disait Bossuet au cardinal de Bouillon. La révolution d'Angleterre, dont chacun s'entretenait alors et qui était toute récente, jetait sur la révolution de Portugal une sorte d'intérêt du moment. Chacun trouvait des allusions, bien que l'auteur n'y eût nullement songé. Le succès ne l'enivra pas. Tout voisin qu'il était de Paris, il n'en recherchait ni le bruit ni les flatteries. Après avoir écrit son livre, si quelque chose l'occupait encore, disait-il, c'était le désir de retourner dans sa province, dont il regrettait le séjour.
Il réédita cet ouvrage en 1701 sous le titre Histoire des révolutions de Portugal.

### Les Révolutions de Suède
Il sollicita et obtint bientôt une autre cure, dans le pays de Caux, celle de Fréville en 1694. En février 1696, il quitta le presbytère de Fréville pour s'installer à Saint-Paër où il resta jusqu'en 1703. La paroisse était divisée en deux portions de cure. Chaque curé vivait dans son presbytère mais émargeait sur un même registre paroissial et officiaient dans la même église. L'abbé de Vertot fut présenté comme curé de la première portion par les religieux de Jumièges. Il officiait sur le maître autel et l'autre curé officiait sur l'autel jadis à saint Cucuphat. Il impressionnait les visiteurs du presbytère avec sa bibliothèque mais, souvent absent, c'est un vicaire qui signait le registre. Les revenus de la cure lui assuraient une indépendance et le tiraient complètement des liens du clergé régulier. Libre, riche et content, il n'en travailla qu'avec plus d'ardeur. Il aimait les livres et maintenant pouvait en acheter. Sept ans après son premier ouvrage, il publia l'Histoire des Révolutions de Suède, dont les récits avaient plus de variété et d'intérêt encore que la révolution de Portugal. Gustave Vasa, proscrit, caché dans les mines de Suède, remontant sur le trône par l'enthousiasme qu'il inspira à de pauvres paysans, était un tout autre personnage que le secrétaire José Pinto Ribeiro gagnant la couronne pour un maître irrésolu et indolent. Le succès de ce second ouvrage fut aussi très grand. Cinq éditions parurent coup sur coup, avec la même date. Il fut traduit en plusieurs langues. La cour de Stockholm chargea son envoyé, qui partait pour la France, de faire connaissance avec l'auteur et de l'engager à composer une Histoire générale de Suède. Cet envoyé croyait, en arrivant à Paris, trouver l'abbé de Vertot mêlé à tous les gens de lettres et répandu dans le plus grand monde. Il fut surpris d'apprendre que c'était un curé de campagne, vivant en province et dont les ouvrages seuls étaient connus. Il advint de là que la négociation n'eut pas de suite et que l'abbé de Vertot ne fit pas l'office d'historiographe de Suède.

### L'Académie des inscriptions
En 1701, le roi donna une forme nouvelle à l'Académie des inscriptions et belles-lettres et augmenta le nombre de ses membres. L'abbé de Vertot fut nommé académicien associé « en résidence à Saint Paer ». Il fut flatté, mais embarrassé de cette faveur. Le règlement exigeait résidence à Paris : il aurait donc fallu quitter sa cure et l'abbé de Vertot n'avait pas d'autre revenu que les trois mille francs qu'il en retirait. On lui faisait bien espérer quelque grâce du roi, mais il voulait une ressource plus assurée. Deux ans plus tard, il eût accepté volontiers, disait-il, parce qu'alors il aurait eu le temps d'exercice nécessaire pour obtenir une pension sur sa cure. On ne devait donc pas s'étonner si, malgré tout le désir qu'il avait de se consacrer entièrement aux lettres, il cherchait à s'assurer le nécessaire, non par faveur, mais par droit et selon la rigueur des lois. Au reste, il promettait d'envoyer à l'Académie des ouvrages, qui vaudraient mieux que sa personne. Le ministre et l'Académie se relâchèrent volontiers de la rigueur du règlement.
L'abbé de Vertot ne vint siéger qu'en 1703. Ce fut le terme d'une carrière qui, dans un cercle étroit et modeste, avait cependant été diverse et agitée. Là finit ce que, par allusion au titre de ses œuvres historiques, on nommait les révolutions de l'abbé de Vertot. En 1705, il fut nommé académicien pensionnaire et dès lors nul ne se montra plus assidu ni plus zélé, L’Histoire et les Mémoires de l'Académie en font, foi, Ils renferment beaucoup de dissertations toutes relatives aux études habituelles de l'auteur et surtout à l'histoire de France.

### Madame de Staal (Marguerite de Staal-Delaunay)
Dans un des voyages qu'il faisait parfois en Normandie, il fut amené par un de ses amis au couvent de Saint-Louis à Rouen et il y vit Marguerite de Launay, qui fut depuis baronne de Staal. Cette jeune personne n'était pas belle, mais son caractère et son esprit avaient beaucoup de charme. Elle était sans nulle fortune et sa situation intéressait tous ceux qui la connaissaient. L'abbé de Vertot se prit d'une vive amitié pour elle. Il avait près de soixante ans et son imagination était encore ardente comme aux jours de sa jeunesse. Il s'en allait parlant à chacun du mérite de mademoiselle de Launay et en entretenait jusqu'à ses libraires. Il voulait placer sa petite fortune sur leurs deux têtes. Enfin son empressement, quoique respectueux et retenu par les bienséances de son âge et de son état, ne pouvait se cacher. Mademoiselle de Launay en fut plus embarrassée que flattée. Toutefois il ne cessa pas de lui montrer constamment le plus tendre intérêt. Elle rapporte dans ses mémoires une lettre de l'abbé de Vertot, écrite du ton d'un homme du monde, mais avec plus de légèreté qu'on n'en supposerait en songeant à la pieuse ferveur de sa jeunesse. « L'espérance de vous voir, dit-il, me fera passer par-dessus une certaine pudeur de philosophie. »

### La mouvance de Bretagne
En 1710, il fit paraître un Traité de la mouvance de Bretagne. Bien que le droit public français n'empruntât dès lors presque aucune autorité véritable aux origines de la monarchie française, par une sorte de tradition, la plupart des écrivains s'attachaient à représenter le pouvoir royal comme ayant toujours été central et universel. C'était un reste de la tendance des communes à chercher auprès du trône leur recours contre les dominations féodales. Au contraire, le désir de défendre leurs privilèges et un certain amour-propre de pays donnaient à quelques provinces un esprit différent. Les Bretons, plus que d'autres, aimaient à se présenter plutôt comme liés que comme confondus avec la monarchie française. Leurs historiens se plaisaient à raconter l'ancienne indépendance de leur pays et renouvelaient pour ainsi dire les querelles que l'on avait jadis vues s'élever à chaque prestation de foi et hommage des ducs de Bretagne. Ce fut d'abord dans le sein de l'Académie que Vertot entreprit de réfuter les prétentions bretonnes. Sa dissertation ayant acquis quelque publicité, il lui donna plus d'étendue. La querelle s'anima. 
D'autres écrivains y prirent part : les Bretons répliquèrent. L'abbé de Vertot porta, dans cette question, sa vivacité ordinaire. C'était à ses yeux comme une rébellion de la Bretagne, d'autant qu'il s'y éleva, à cette époque et cela n'était pas rare, quelques troubles contre des agents royaux. De tout cela résulta, plusieurs années après, une Histoire complète de l'établissement des Bretons dans les Gaules. On examinerait aujourd'hui la question plus froidement et avec une critique plus éclairée, on n'y porterait pas non plus cette habitude de vouloir absolument trouver dans les temps anciens les idées de droit, d'ordre et de légitimité qui ne sont guère d'usage à l'origine des empires. C'est ainsi que l'abbé de Vertot, contre tous les témoignages et toutes les apparences, a voulu établir l'Union de la Bretagne à la France sous la première race, mais alors le livre parut à l'Académie des inscriptions ne rien laisser à désirer et les Bretons passèrent pour bien et dûment convaincus d'avoir été de tout temps sous la souveraineté du roi de 
France.

### Les révolutions de la république romaine
Ce n'était pas la principale occupation de l'abbé de Vertot. Son œuvre favorite à laquelle il travaillait avec le plus de goût et de chaleur, c'était l'Histoire des révolutions de la république romaine. Il ne faisait pas de recherches nouvelles sur l'histoire de Rome. Il ne s'efforçait pas, comme on a fait au XIXe siècle, de découvrir à travers la couleur épique dont la poésie, les traditions, les historiens eux-mêmes ont revêtu les annales de la maîtresse du monde, quelles furent ses véritables origines, son état social, son gouvernement et ses lois aux diverses époques. Il prit pour véritable cette Rome telle que nos études classiques l'ont créée dans notre imagination. De plus grands esprits que l'abbé de Vertot l'ont bien aussi adoptée pour base de leurs vues politiques. D'ailleurs il aimait à raconter et à peindre, l'histoire lui apparaissait sous son aspect dramatique, Il écrivit les révolutions de Rome comme Corneille composait ses tragédies et il prenait la chose si fort à cœur, qu'on le voyait fondre en larmes à l'Académie en lisant le discours de Veturie à Coriolan. Ainsi c'est surtout le talent du récit qu'il faut chercher dans son livre. Encore ne doit-on pas espérer d'y retrouver la couleur du temps et des lieux. Les sentiments, les mœurs, les relations sociales, tout prend un aspect moderne, ainsi que dans une tragédie du Théâtre Français. C'était de la sorte qu'on représentait, à cette époque, soit l'antiquité, soit les contrées étrangères. Les traductions étaient même écrites dans ce système. De nos jours, l'imagination se plaît aux tableaux qui ont toutes les nuances locales, le costume original, la naïveté des sentiments et du langage. Plus les objets sont représentés différents de ce qui nous entoure, plus le peintre réussit à nous charmer. Du temps où vivait Vertot, il en était tout autrement. Alors il semblait aux auteurs qu'ils ne pourraient se faire comprendre qu'en cherchant les analogies qui rapprochaient les mœurs antiques ou étrangères des mœurs de leur temps et de leur pays. Ils traduisaient en français, non pas seulement les mots, mais les pensées et les sentiments. Ils cherchaient à transporter sur la scène moderne les personnages antiques, tandis qu'à présent le spectateur moderne demande à être conduit sur la scène antique.
Ces remarques ne sont donc pas une critique des histoires de l'abbé de Vertot. Il fut conforme à son temps. Encore aujourd'hui, la vérité de ses impressions, le naturel et la chaleur de son langage, l'honorable indépendance de ses jugements nous font concevoir les grands succès de l'abbé de Vertot et nous portent à les ratifier. Les Révolutions romaines lorsqu'elles parurent, en 1719, obtinrent un applaudissement général. Nous voyons qu'il ne fut pas moindre en Angleterre qu'en France. Lord Stanhope, ministre du roi George Ier d'Angleterre, écrivit à l'abbé de Vertot de la manière la plus flatteuse et s'adressa à lui comme à l'écrivain qui pourrait le mieux éclaircir les doutes qu'il avait sur la formation du sénat de Rome. La réponse donne peu de lumières sur cette question, mais une telle correspondance atteste la place que l'auteur avait prise dans le monde littéraire.

### L'historien de l'ordre de Saint-Jean de Jérusalem
Aussi ne doit-on pas s'étonner si l'ordre de Saint-Jean de Jérusalem, dont les annales sont si glorieuses et chevaleresques, s'adressa à lui pour le prier de les rédiger en un corps complet d'histoire. Il y consentit. Ce devint le travail de sa vieillesse et son ouvrage le plus étendu. Il a beaucoup d'intérêt, mais cette fois l'intérêt appartient peut-être plus au sujet qu'à l'auteur. Cette imagination si vive et si brillante avait vieilli. Sa facilité était devenue de la pratique et l'inspiration s'était changée en habitude. D'ailleurs le goût du temps n'avait pas encore déserté la préoccupation classique des Grecs et des Romains pour les souvenirs du Moyen Âge et de la chevalerie et l'abbé de Vertot ne se complut pas dans ce récit autant que le ferait un écrivain d'aujourd'hui. Toutefois l'Histoire de l'ordre de Malte est bien supérieure aux ouvrages de commande imposés à un historien à titre d'office. Elle est écrite avec une liberté d'esprit également éloignée de cette complaisance servile pour toutes les puissances, si commune parmi les historiens de la fin du XVIIe siècle et du dénigrement dédaigneux de l'école philosophique.
Pendant que l'abbé de Vertot achevait ce long ouvrage, il vit encore s'améliorer sa situation. Le duc d'Orléans, fils du régent, le nomma secrétaire-interprète, puis secrétaire des commandements de la princesse de Bade, qu'il venait d'épouser. L'abbé de Vertot eut un revenu considérable, un logement au Palais-Royal et la dernière part de sa vie put se passer dans l'aisance et le repos. Il n'avait jamais songé à la fortune : elle vint le trouver lorsqu'il eut atteint le seul but que jamais il eût ambitionné, les honneurs de l'esprit, mais arrivé ainsi au terme de ses désirs, le sort refusa à sa vieillesse la jouissance de la santé.

### La fin
Depuis 1726, époque où il publie L'Histoire de Malte, il est accablé et affaibli par des infirmités. Les facultés de son esprit diminuent progressivement. Il avait bien encore le goût et la volonté de se livrer aux travaux historiques. Souvent il parlait des projets qu'il avait conçus dans sa force et sa santé. Tantôt c'étaient les révolutions de Pologne, d'autres fois les révolutions de Carthage qu'il voulait écrire, mais il était trop languissant pour se livrer à une occupation suivie. On lui représentait qu'il ne pouvait plus ni lire ni écrire, il répondait que dicter lui serait facile et que d'ailleurs il en savait assez pour n'avoir pas de nouvelles recherches à faire. Effectivement sa manière de composer n'avait jamais dû lui donner le goût et le besoin d'une érudition minutieuse. L'histoire était pour lui, avant tout, une œuvre littéraire. Le scrupuleux détail des faits lui importait moins que leur effet dramatique, il ne cherchait pas non plus « la vérité de couleur ». Ainsi il avait bien pu répondre à ceux qui lui offraient des documents curieux sur le siège de Rhodes : « Mon siège est fait. »
L'abbé de Vertot est mort au Palais-Royal.

## Analyse
Sa Conjuration de Portugal n'avait d'abord été qu'une composition historique, conçue sur le modèle des nombreuses conjurations qui avaient été à la mode dans le commencement du règne de Louis XIV. Toutefois elle était d'un ton plus simple et sentait moins le roman que la Conjuration de Venise, par César Vichard de Saint-Réal. Encouragé par le succès, l'abbé de Vertot chercha dans la suite à lui donner entièrement la forme d'un livre d'histoire. Il y ajouta quelques détails fort abrégés sur la monarchie portugaise et le règne d'Alphonse VI, fils de Jean IV, duc de Bragance. Cette suite, où l'auteur rapporta des événements tout récents, est écrite sur un ton de grande sincérité, sans précaution ni ménagement pour un prince contemporain, cet Alphonse VI n'était mort qu'en 1683. Vingt ans après la mort de l'abbé de Vertot, on publia, sous son nom, deux traités, l'un sur l'origine de la cour de Rome, l'autre sur l'élection aux évêchés et aux abbayes. Dans son éloge, prononcé à l'Académie des inscriptions, où mention détaillée fut faite de tous ses travaux, il n'est pas question de ces deux mémoires. Néanmoins leur authenticité n'est pas contestée. On n'y trouve rien qui ne puisse se lire partout où l'on a traité de ces matières. Il semblerait que ce sont des notes demandées ou commandées par un ministre, dans le moment de quelque brouillerie passagère avec la cour de Rome. Du reste, l'abbé de Vertot ne dérogeait pas à ses opinions accoutumées en écrivant contre les prétentions pontificales. Souvent, dans son Histoire de Malte et dans ses autres livres d'histoire moderne, on trouve des passages assez vifs contre la politique et les usurpations du Saint-Siège. Dans le mémoire sur les élections, non seulement il sacrifie le pouvoir papal à l'autorité des rois de France, mais il est tout aussi peu favorable à la liberté d'élection et la regarde, soit comme une concession royale, soit comme une usurpation. Les dissertations de l'abbé de Vertot, insérées dans le recueil de l'Académie des inscriptions, sont écrites dans un esprit judicieux et éclairé, mais sont peu curieuses dès le XIXe siècle, qu'on a progressivement poussé beaucoup plus loin les recherches sur l'histoire de l'ancienne France. Toutes s'y rapportent, hormis un morceau sur Auguste, Agrippa et Mécène, il avait rédigé, d'après les documents que lui avait remis la maison de Noailles, l'Histoire des négociations d'Antoine de Noailles, François de Noailles et de Gilles de Noailles, sous les règnes des derniers Valois. L'abbé Millot, dans ses Mémoires du maréchal de Noailles, dit qu'il a eu connaissance de ce travail, qui était, dit-il, précédé d'une introduction historique, mais il n'a pas été publié.

## Publications
- Traité historique de la mouvance de la Bretagne, dans lequel on justifie que cette province, dès le commencement de la monarchie, a toûjours relevé, ou immédiatement ou en arrière-fief de la couronne de France. Pour servir de réponse à ce qu'en a écrit le R.P. Lobineau, dans son Histoire moderne de Bretagne, Paris, Pierre Cot, 1710.
- Histoire critique de l'établissement des Bretons dans les Gaules et de leur dépendance des Rois de France & des Ducs de Normandie, 2 t., Paris, Barois, 1720.
- Histoire des révolutions de Suède : où l’on voit les changements qui sont arrivés dans ce royaume, au sujet de la religion et du gouvernement, Paris, François Barois, 1722, 2 vol. in-12, t. 1 sur Gallica, t. 2 sur Gallica.
- Histoire des chevaliers hospitaliers de S. Jean de Jerusalem, appellez depuis les chevaliers de Rhodes, et aujourd’hui les chevaliers de Malte, A Paris, chez Rollin, Quillau, Desaint, 1726, avec approbation et privilège du Roy. (4 vol.), t. 1 sur Gallica, t. 2 sur Gallica, t. 3 sur Gallica, t. 4 sur Gallica. Rééd. Histoire des chevaliers de Malte, Tours, Mame, 1847.
- Histoire des révolutions arrivées dans le gouvernement de la République romaine, Paris, Barois, 1719 tome 1 (1805), tome 2 (1805), tome 3 (1805)
- Histoire des révolutions de Portugal, Paris, Michel Brunet, 1711, 268 p., in-12 (lire en ligne).
- Origine de la grandeur de la cour de Rome et de la nomination aux évêchés et aux abbaïes de France, La Haye, [S.n.], 1737.
- Ambassades de messieurs de Noailles en Angleterre, Leyde, Dessaint & Saillant, 1763.